# Steven Palazzo
Steven McCarty Palazzo, né le 21 février 1970 à Gulfport (Mississippi), est un homme politique américain, élu républicain du Mississippi à la Chambre des représentants des États-Unis de 2011 à 2023.

## Biographie
Steven Palazzo est originaire de Gulfport dans le sud du Mississippi. Après le lycée, il rejoint la réserve des United States Marine Corps. Il est diplômé de l'université du Sud du Mississippi en 1996 et devient comptable. Depuis 2007, il fait partie de la garde nationale du Mississippi.
En 2007, il est élu à la Chambre des représentants du Mississippi.
En 2010, il se présente à la Chambre des représentants des États-Unis dans le 4e district du Mississippi. Porté par la « vague républicaine » nationale, il est élu avec 51,9 % des voix devant le démocrate sortant Gene Taylor (en) (46,8 %). Il est réélu avec 64,1 % des suffrages en 2012 et 69,9 % en 2014.